# Відносне видовження
Відносне видовження — кількісна міра деформації.
Відносне видовження визначається за формулою:
{\displaystyle \varepsilon ={\frac {\Delta L}{L_{0}}}},
де {\displaystyle L_{0}} — довжина тіла до деформації, a {\displaystyle \Delta L} — збільшення (чи зменшення) цієї довжини при розтягу (чи стисненні).
Відносне видовження — спрощена характеристика деформації тіла. Вона зазвичай використовується для довгих тонких тіл — стрижнів. У загальному випадку деформацію потрібно характеризувати тензором деформації, оскільки видовження зазвичай супроводжується зміною поперечних розмірів тіла. У позначеннях тензора деформації
{\displaystyle {\frac {\Delta L}{L_{0}}}=\varepsilon _{xx}}.

## Інженерне та справжнє відносне видовження
Розрізняють інженерне відносне видовження й справжнє відносне видвження. Інженерне відносне видовження задається наведеною вище формулою, де {\displaystyle L_{0}} — початкова довжина тіла, а {\displaystyle \Delta L} — скінченна зміна довжини. Справжнє відносне видовження визначається формулою
{\displaystyle d\varepsilon _{T}={\frac {dL}{L}}},
де L — довжина тіла в будь-який момент деформації. Тому для скінченної деформації
{\displaystyle \varepsilon _{T}=\int _{L_{0}}^{L_{0}+\Delta L}d\varepsilon _{T}={\text{ln}}\left(1+{\frac {\Delta L}{L_{0}}}\right)={\text{ln}}(1+\varepsilon )}
При малих деформаціях справжнє й інженерне відносне видовження збігаються, при великих деформаціях справжнє відносне видовження менше.

## Відносне видовження після розриву
Відносне видовження після руйнування дослідного зразка в умовах розтягу є однією з характеристик деформівності матеріалів. Розрізняють:
- відносне видовження після розриву — відношення залишкового видовження зразка за розтягу, досягнутого на момент його розриву, до початкової розрахункової довжини зразка;
- відносне рівномірне видовження після розриву — відносне видовження після розриву на ділянці однорідного деформування зразка (поза межами ділянки утворення шийки).

Зазвичай, відносне видовження після розриву позначають літерою δ.
Залежно від величини відносного залишкового видовження при розриві всі матеріали умовно поділяють на пластичні та крихкі. До дуже пластичних матеріалів належать мідь, алюміній, латунь, маловуглецева сталь (δ >20 %). Менше пластичними є дюралюміній та бронза (10 %> δ >20 %), а малопластичними є більшість легованих сталей (5 %> δ >10 %).
До крихких відносять матеріали (чавун, загартовані сталі), для яких δ <2…5 %; а для дуже крихких (кераміка) відносне видовження може дорівнювати навіть долям відсотків.